# Estampes (Gers)
Estampes é uma comuna francesa na região administrativa da Occitânia, no departamento de Gers. Estende-se por uma área de 10.82 km², e possui 160 habitantes, segundo o censo de 2018, com uma densidade de 15 hab/km².